# Scomberoidinae
Die Scomberoidinae sind eine aus 12 Arten bestehende Unterfamilie  der Stachelmakrelen (Carangidae).

## Merkmale
Alle Arten der Scomberoidinae sind seitlich abgeflacht, langgestreckt oder spindelförmig und mit kleinen ovalen, lanzettförmigen oder nadelartigen Cycloidschuppen bedeckt. Sie werden 25 (Oligoplites saurus) bis 120 cm (Scomberoides commersonnianus) lang. Die Seitenlinie ist schuppenlos. Sie haben zehn Rumpfwirbel und 16 bis 17 Schwanzwirbel. Die Afterflosse ist länger als der Abstand zwischen Bauchflossen und Afterflosse und genau so lang wie die Rückenflosse. Die Rückenflosse hat fünf bis sieben Stacheln. Brust- und Bauchflossen sind kurz, die Bauchflossen fehlen bei Parona. Die Schwanzflosse ist gegabelt. Im Schwanzflossenskelett finden sich zwei oder drei Epuralia und Hypuralia, die zu zwei Knochenplatten zusammengewachsen sind. Die Prämaxillare ist unbeweglich. Eine Supramaxillare (ein Kieferknochen) kann vorhanden sein oder fehlen. Die Anzahl der Branchiostegalstrahlen liegt bei sieben bis neun.

## Gattungen und Arten

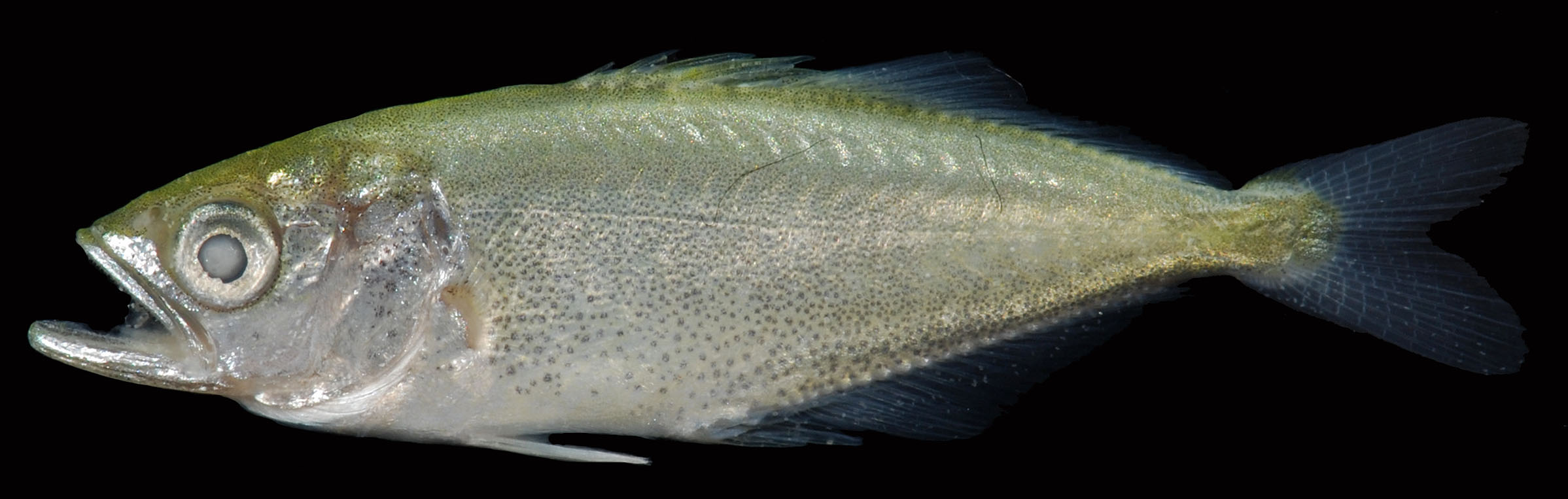
Oligoplites saurus

Zur Unterfamilie Scomberoidinae gehören drei Gattungen und 12 Arten:
- Gattung Oligoplites
  - Oligoplites altus (Günther, 1868)
  - Oligoplites calcar (Bloch, 1793)
  - Oligoplites palometa (Cuvier, 1832)
  - Oligoplites refulgens (Gilbert & Starks, 1904)
  - Oligoplites saliens (Bloch, 1793)
  - Oligoplites saurus (Bloch & Schneider, 1801)
- Gattung Parona
  - Parona signata (Jenyns, 1841)
- Gattung Scomberoides
  - Scomberoides commersonnianus (Lacépède, 1801)
  - Scomberoides lysan (Forsskål, 1775)
  - Scomberoides pelagicus Abdussamad, Retheesh & Gopalakrishnan, 2022
  - Scomberoides tala (Cuvier, 1832)
  - Scomberoides tol (Cuvier, 1832)

## Belege
1. 1 2 3  A. F. Bannikov: On the taxonomy, composition and origin of the family Carangidae. Journal of Ichthyology 27(1):1-8 · Januar 1987 PDF. Seite 4–5.
2. 1 2  Joseph S. Nelson, Terry C. Grande, Mark V. H. Wilson: Fishes of the World. Wiley, Hoboken, New Jersey, 2016, ISBN 978-1118342336. Seite 386.
3. 1 2  Scomberoidinae auf Fishbase.org (englisch)
4. ↑  Oligoplites refulgens auf Fishbase.org (englisch)
5. ↑  Scomberoides commersonnianus auf Fishbase.org (englisch)